# À propos de Joan
Pour plus de détails, voir Fiche technique et Distribution.
À propos de Joan est un film franco-germano-irlandais réalisé par Laurent Larivière, sorti en 2022.
Il est présenté à la Berlinale 2022. À cette occasion, la comédienne Isabelle Huppert y reçoit un Ours d'or d'honneur pour l'ensemble de sa carrière,.

## Synopsis
Joan Verra a toujours été une femme indépendante, amoureuse, habitée par un esprit libre et aventureux. Lorsque son premier amour revient sans prévenir après des années d’absence, elle décide de ne pas lui avouer qu’ils ont eu un fils ensemble. Ce mensonge par omission est l’occasion pour elle de revisiter sa vie : sa jeunesse en Irlande, sa réussite professionnelle, ses amours et sa relation à son fils. Une vie comblée en apparence, mais qui cache un secret auquel elle va devoir faire face…

## Fiche technique
Sauf indication contraire, les informations mentionnées dans cette section peuvent être confirmées par la base de données cinématographiques IMDb,  présente dans la section « Liens externes ».
- Titre original : À propos de Joan
- Titre allemand : Die Zeit, die wir teilen
- Titre irlandais : About Joan
- Titres provisoires : Joan et Joan Verra
- Réalisation : Laurent Larivière
- Scénario : François Decodts et Laurent Larivière
- Musique : Jérôme Rebotier
- Décors : Aurette Leroy
- Costumes : Nathalie Raoul
- Photographie : Céline Bozon
- Son : Antoine-Basile Mercier (prise de son) Benoît Gargonne, Paul Jousselin (montage) Matthias Lempert (mixage)
- Montage : Marie-Pierre Frappier
- Production : Xavier Rigault et Marc-Antoine Robert ; M. Reza Bahar et Katie Holly (producteurs étrangers)
- Production déléguée : Céline Haddad et Evan Horan
- Sociétés de production : 2.4.7 Films ; Blinder Films et Gifted Films (coproductions étrangères)
- Société de distribution : Haut et Court
- Pays de production :  France,  Allemagne,  Irlande
- Langue originale : français, anglais, allemand, japonais
- Format : couleur — 1,66:1 — son Dolby Digital
- Genre : drame, romance
- Durée : 101 minutes
- Dates de sortie :
  - Allemagne : 15 février 2022 (Berlinale) ; 31 août 2022 (sortie nationale)
  - France : 14 septembre 2022

## Distribution
Sauf indication contraire, les informations mentionnées dans cette section peuvent être confirmées par la base de données cinématographiques IMDb,  présente dans la section « Liens externes ».
- Isabelle Huppert : Joan Verra
- Freya Mavor : Joan Verra, dans les années 1970-80
- Lars Eidinger : Tim Ardenne
- Swann Arlaud : Nathan Verra
- Louis Broust : Nathan Verra, dans les années 1980
- Dimitri Doré : Nathan Verra, dans les années 1990
- Florence Loiret Caille : Madeleine Verra
- Stanley Townsend (en) : Doug
- Eanna Hardwicke : Doug, dans les années 1970
- Fabrice Scott : James
- Léo Hanna : Fergus
- Breffni Holahan : Virginia

## Production

### Distribution des rôles
En septembre 2020, on apprend qu'Isabelle Huppert, Lars Eidinger et Swann Arlaud sont choisis pour le nouveau film de Laurent Larivière.

### Tournage
Le tournage a lieu une semaine à Cologne en Allemagne, 4 semaines à Lyon en France et 6 jours à Dublin en Irlande.

## Accueil

### Critiques
En France, le site Allociné donne une moyenne de 2,9⁄5, après avoir recensé 19 titres de presse. Le site Rotten Tomatoes donne une note de 20 % pour 5 critiques.

### Box-office
Pour son premier jour d'exploitation, À propos de Joan réalise 2 587 entrées, dont 827 entrées en avant-première, pour 99 copies. Le long métrage se positionne en sixième place du box-office des nouveautés, derrière Canailles (6 976) et devant Feu Follet (1 335).

## Distinctions

### Sélections
- Berlinale 2022 : sélection « Special Gala », hors compétition
- Festival international du film de Dublin 2022 : sélection « World Cinema »

### Documentation
- Dossier de presse À propos de Joan